# Guadapero
Guadapero es una localidad y entidad local menor española del municipio de Serradilla, en la provincia de Salamanca, Castilla y León. Se integra dentro de la comarca de Ciudad Rodrigo y la subcomarca de Los Agadones. Pertenece al partido judicial de Ciudad Rodrigo.

## Historia
Su fundación es posterior al siglo XV, ya que en la documentación de dicha época o anterior no aparece recogida la existencia de Guadapero, aunque sí la pertenencia del territorio que ocupa al Campo de Agadones de la Diócesis de Ciudad Rodrigo desde la creación de la misma por parte del rey Fernando II de León en el siglo XII. Con la creación de las actuales provincias en 1833, Guadapero quedó encuadrada en la provincia de Salamanca, dentro de la Región Leonesa.
En 1811, durante la guerra de independencia, Guadapero fue usado tanto por franceses como por ingleses y portugueses como campamento tras la contraofensiva de estos últimos contra los primeros. Según se recoge en varias fuentes, el mismo Duque de Wellington llegó a pernoctar una noche. 
En torno a 1850 Guadapero, hasta entonces municipio independiente, pasó a formar parte de Serradilla del Arroyo, municipio al que pertenece en la actualidad, poseyendo en el censo de 1842, el último como municipio independiente, 97 habitantes y 22 hogares.
En octubre del 2020, en el marco de la pandemia de Covid-19, Guadapero registró un importante brote, con un alto porcentaje de su población contagiada. Tal fue la situación que los servicios médicos se acercaron a la localidad a realizar test masivos. El brote se saldó con el fallecimiento de 4 vecinos de la localidad. 
En julio del 2022, Guadapero fue azotado por un importante incendio forestal originado en la localidad de Ladrillar. El 15 de julio, sus vecinos fueron desalojados durante 5 días y alojados en la Escuela Hogar Los Sitios de Ciudad Rodrigo. Gracias a una heroica actuación de varios cuerpos de bomberos forestales, el incendio no llegó al núcleo urbano, lo cual permitió el realojo de los vecinos. 

## Demografía
En 2021 contaba con una población de 82 habitantes, de los cuales 47 eran varones y 35 mujeres (INE 2021).
| Gráfica de evolución demográfica de Guadapero entre 2000 y 2017                          |
|                                                                                          |
| Fuente: Instituto Nacional de Estadística de España - Elaboración gráfica por Wikipedia. |

## Economía
La economía de Guadapero se basa fundamentalmente en la agricultura y la ganadería. Un alto porcentaje de la población se dedica a estas dos actividades. 
Los cultivos principales de secano son el trigo, el centeno y la cebada, y de regadío las patatas, las lechugas y los tomates. Guadapero cuenta con una gran extensión de campos de sembrado de secano y varias zonas con pozos o regatos donde practicar los cultivos de regadío.
Fuera de la agricultura y la ganadería, destaca el Mesón Crislama, un restaurante  moderno con un toque tradicional, cuyas especialidades son las carnes a la brasa, gallo de corral y cabrito guisado. Adicionalmente, el municipio cuenta con una panadería que elabora pan tanto para este municipio como para los de Tenebrón, Morasverdes, Diosleguarde y Ciudad Rodrigo. Además del pan, son muy afamados sus hornazos por tener un toque especial. 
Finalmente, la actividad cinegética es otro de los pilares de la localidad. Su sierra está muy poblada por jabalíes y corzos. Durante la temporada de caza, tienen lugar varias monterías con gran afluencia de cazadores.